# Callús
Callús là một đô thị trong comarca Bages, tỉnh Barcelona, Catalonia, Tây Ban Nha. Diện tích 12,50 km², dân số 1.447 người (2004), mật độ 118,16 người/km².
| 1991  | 1996  | 2001  | 2004  |
| ----- | ----- | ----- | ----- |
| 1.396 | 1.345 | 1.338 | 1.447 |